# Grancanaridion
Grancanaridion là một chi nhện trong họ Theridiidae.